# Ivan Krpan
Ivan Krpan (Zagabria, 28 maggio 1997) è un pianista croato.

## Biografia
Si avvicina allo studio del pianoforte all’età di sei anni, sotto la guida di Renata Strojin Richter. A partire dal 2013 frequenta l'Accademia di Musica nella classe di Ruben Dalibaltayan. Ha partecipato a numerose masterclass tenute da docenti di fama internazionale, tra i quali Dalibor Cikojević, Siavush Gadjiev, Ruben Dalibaltayan, Djordje Stanetti, Kemal Gekić, Pavel Gililov e Klaus Kauffmann.

## Premi e riconoscimenti
Nonostante la giovane età si è già aggiudicato alcuni importanti premi in concorsi nazionali ed internazionali come:
- International piano competition Z. Grgosevic di Zagabria nel 2012 (primo premio)
- EPTA International Piano Competition di Bruxelles nel 2014 (primo premio)
- International Piano Competition Young Virtuosi di Zagabria nel 2014 (primo premio)
- International Enschede Piano Competition di Enschede (Paesi Bassi) (primo premio)
- International Danube Piano Competition di Ulma (Germania) (secondo premio)
- International Chopin Competition di Mosca (terzo premio)
- Concorso pianistico internazionale Ferruccio Busoni di Bolzano nel 2017 (primo premio)

Nel 2015 è stato inoltre insignito del premio “Ivo Vuljević” come miglior giovane musicista croato dalla Jeunesses Musicales Croatia.